# Nyitra története

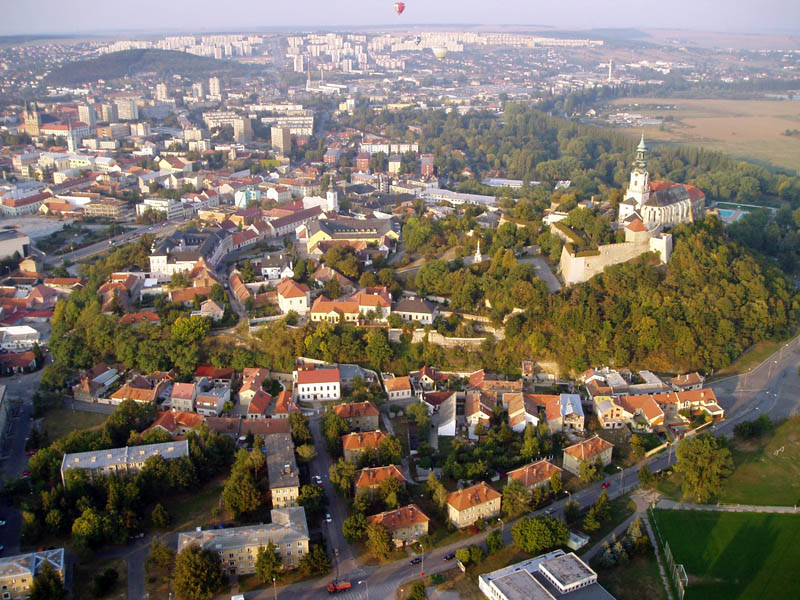
Nyitra látképe, előtérben a Várdomb

Ez a szócikk Nyitra városának és tágabb környezetének fontosabb történéseit mutatja be.

## Régészeti korszakok
Ősi település, már a római korban ismert volt[forrás?], majd szláv központtá vált. Az egykori fapiac területén (a Tabán alatt, ma május 1. tér) meroving kori sírok kerültek elő, melyeket az itt élő idegenek temetkezéseiként értelmeznek. Sajnos a tárgyak ismeretlen helyre kerültek. 830-ban állítólag Adalram salzburgi érsek templomot szentelt fel a településen, mely 880-ban már püspöki székhelyként szerepel (Wiching felszentelésekor). A templom korai léte, illetve felszentelése épp a salzburgi érsek által az egyetlen forrásrész (Conversio) bizonytalan eredete miatt azonban utóbb vitatott történeti hipotézis. A mai nyitrai vár területén való legkorábbi középkori temetkezéseket a 8. és 9. század fordulójától a 9. század első feléig keltezik, míg a vár erődítése ellenben már a 9. század második felében régészetileg adatolható. Később megépült a zoborhegyi bencés apátság és a remeteségek is. A Nyitra folyó félkörívben öleli körül a 60 m magas Várhegyet, amelyen a kis alapterületű, de fontos vár áll.
Verő Z. egy honfoglaló lovas harcos sírleleteit (2 kengyel, vascsat, bronzkarkötő) adományozta a nyitrai múzeumnak, melyek a molnosi téglagyárban kerültek elő.

## Árpád-kor

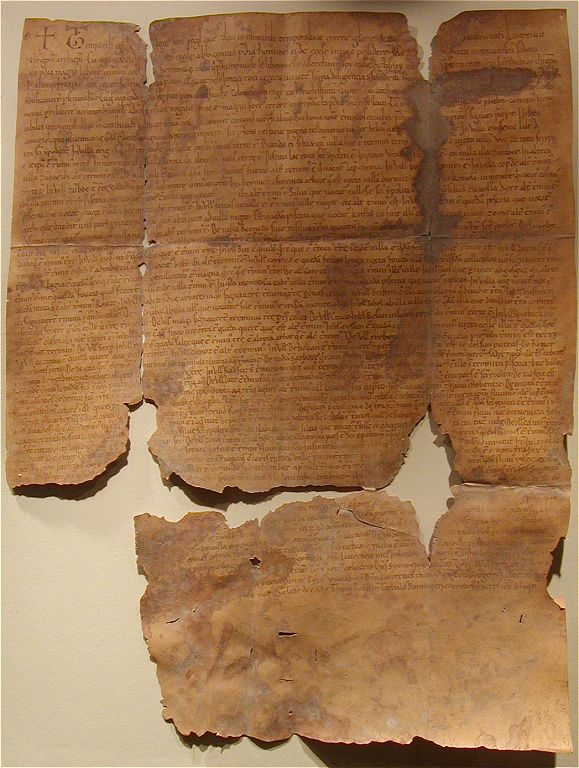
A zoborhegyi bencés apátság 1113-ból származó birtoklevele

A vár belső palánkját a 10. vagy 11. század folyamán megszüntették, és ezáltal növelték a kiterjedését.
Szent István 1006-ban (?) kelt oklevele, melyben Szent Emmerám kanonokjainak juttat adományokat, hamis. A 11. században épült vár Nyitra vármegye névadója és székhelye, palotáját nemrég feltárták. Itt őrizték és vakították meg Vazult. A nyitrai hercegi udvar mellett építtetett kápolnát Gizella királyné, és a regensburgi főegyház patrónusáról, Szent Emmerámról nevezte el. 1074-ben Henrik császár és Salamon sikertelenül ostromolta. 1111-ben Könyves Kálmán megerősíti a Zoborhegyi apátság oklevelét. 1113 körül Könyves Kálmán király alapította a nyitrai püspökséget. Azóta püspöki székhely és birtok.
1241-ben kiállta a tatár ostromot. 1248-ban állítólag szabad királyi város lett, majd 1288-tól püspöki város. 1271-ben II. Ottokár cseh királyé, majd 1317-ben a kiközösített Mihály fia Simon de genere Kachu elfoglalta és Csák Máténak a kezére adta. Ekkor a város nagy része leégett, a Szűz Mária kolostort is beleértve, ahol a nemesek és polgárok fontos iratait is őrizték. 1338-ban, 1346-ban vagy 1383-ban a pápa jóváhagyta a király a nyitra püspöknek szóló birtok- és jogadományát. Erzsébet királyné legalább egyszer 1382 október-novemberében, Zsigmond király legalább háromszor járt a városban: 1388-ban, 1393 és 1399-ben, felesége Cillei Borbála pedig legalább 1427. november 30-án.
1427-ben Cillei Borbála Nyitráról német nyelvű levélben utasítja Pozsony városát, hogy álljon ellen a huszitáknak. 1437-ben Nyitrán Rozgonyi György pozsonyi főispánként német nyelven megtiltja Pozsony városának a német só használatát, mivel Semptén és Komáromon keresztül sót szállítanak a városba. 1440-ben a husziták szállták meg, tőlük Hunyadi Mátyás foglalta vissza. 1445-ben Chetnek-i László nyitrai püspök panaszolta, hogy Maytech-i Gergely, akit Dénes esztergomi érsek tett meg a nyitrai vár várnagyává, püspökségének összes birtokait elfoglalta és azokat használta. 1471-ben a Vitéz János vezette összeesküvés hívására IV. Kázmér lengyel király fia Kázmér herceg foglalta el, de 1472-ben a kiéheztető ostromot követően szabadon elvonult és Mátyás a várat visszavette. Az oklevelek tanúsága szerint Mátyás király 1471 legvégén személyesen volt jelen a haditáborban, sőt még a következő év január 12-én is valószínűleg ott volt, majd Üzbégen és Radosnán át Trencsénbe ment. Legközelebb 1474-ben lehetett a városban. 1494-ben Sánkfalvai Antal lett a nyitrai püspök és zsinatot hívott össze, melynek határozatait később 1558-ban Bornemisza Pál püspök is megerősítette és kibővítette.
1510 márciusában a király útba ejtette Nyitrát, ahol csatlakozott hozzá Erdődi István nyitrai püspök, hogy részt vegyenek az Esztergomba összehívott országgyűlésen. Esztergomban a tanácskozást azonban április elején hamar berekesztették, főként a pestistől való félelmük miatt. Az 1510-es tatai országgyűlésről II. Ulászló előbb Komáromba, majd Nyitrára menekült a pestis elől, ahol találkozott Bakócz Tamás prímással és Szatmári György pécsi püspökkel (Bakócz ellenfele és utóda).

## Török kor (Mohácsi vész után)

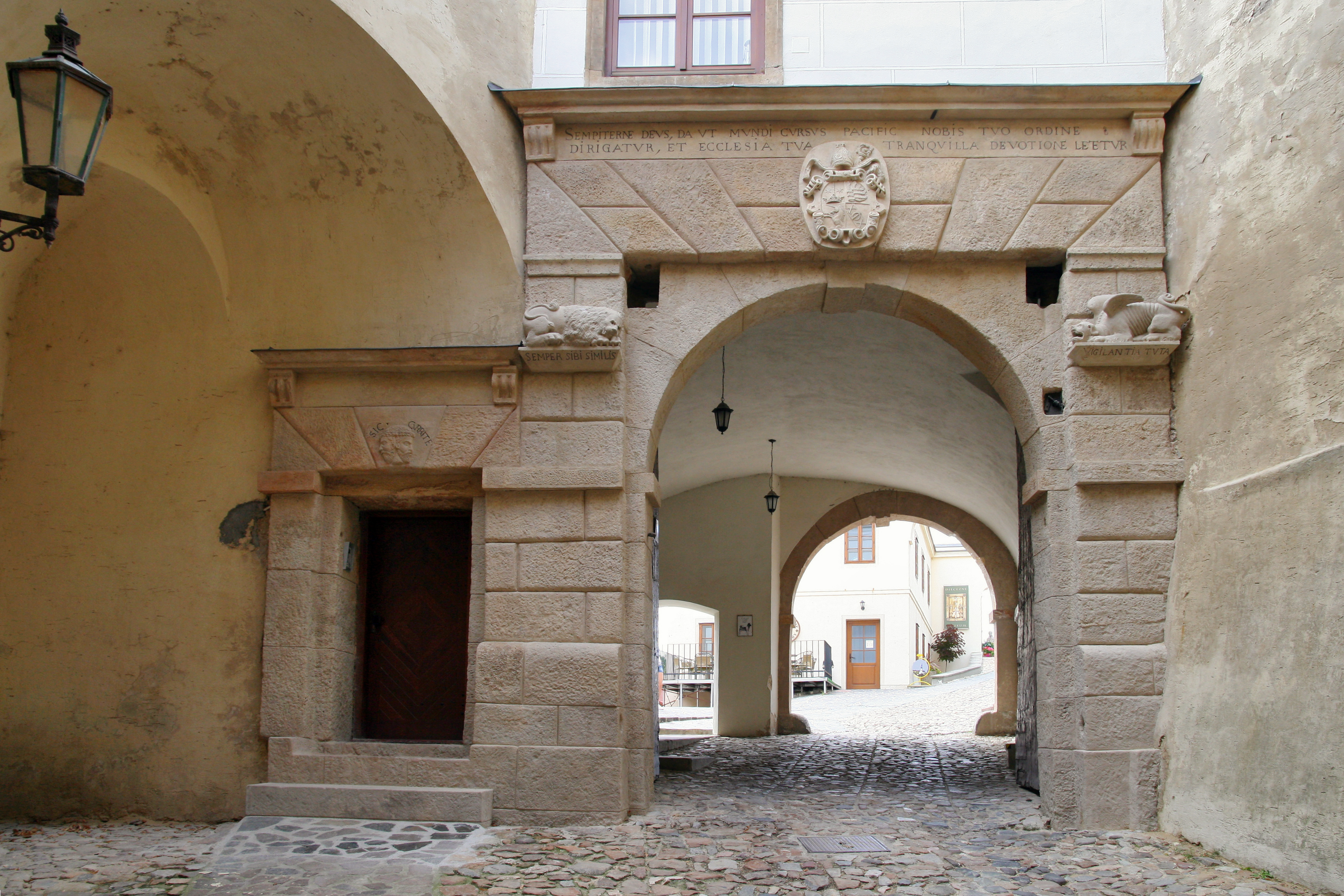
Kapu a Nyitrai várban, Mossóczy Zakariás címerével
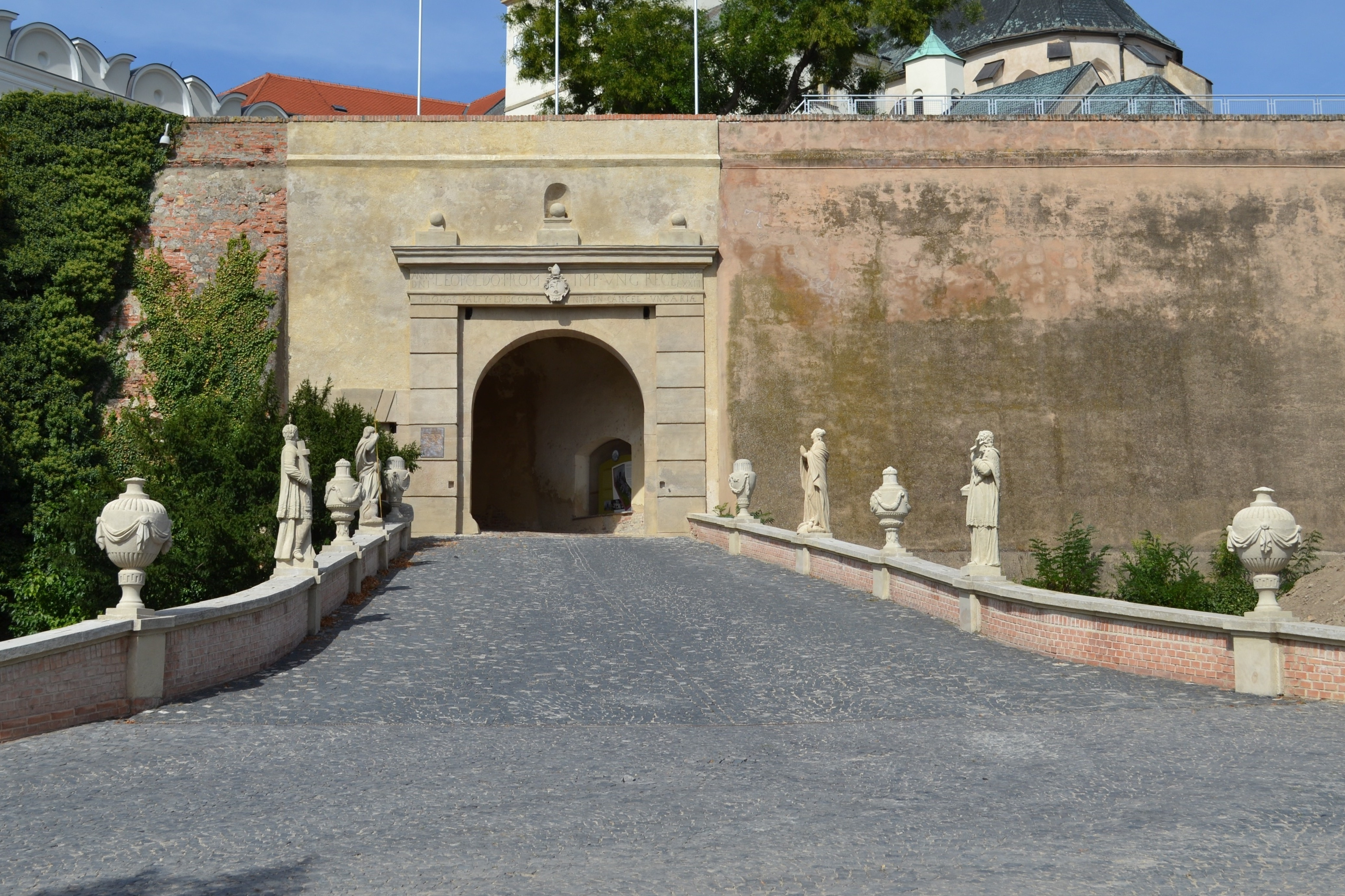
A Nyitrai vár kapuja, Pálffy Tamás címerével

A Mohács utáni zűrzavaros időkben Podmaniczky István nyitrai püspök végül I. Ferdinánd pártjára állt, akit ő maga koronázott magyar királlyá. 1529-ben még német őrség volt a várban. Emiatt 1530-ban Szapolyai János Török Bálintnak adományozta a javadalmakat és Nyitra várát. Őt riválisa a Habsburg párti Thurzó Elek váltotta, miután 1533-ban Pápára cserélték Nyitrát. Neki is köszönhető, hogy sikerült Thurzó Ferencnek nyitrai püspökké lennie (később lemondott egyházi tisztségéről és áttért).
A Nyitra völgyében a források szerint az első támadás 1530 szeptemberében következett be, de a törökök nem ostromolták meg. Ennek ellenére a Zoboron előkerült egy 1530-as záródású 503 darabos ezüst éremlelet. Bongars Jakab 1585-ben Érsekújvárból Nyitrára érkezett, s a környékről megjegyzi, hogy sűrűn lakott, jól művelt vidék. 1594 tavaszán az áradások miatt a keresztény hadak nagyon nehezen haladtak új gyülekezési helyükre Győrbe. Mátyás herceget Fejérkövy István nyitrai püspök vendégelte meg.

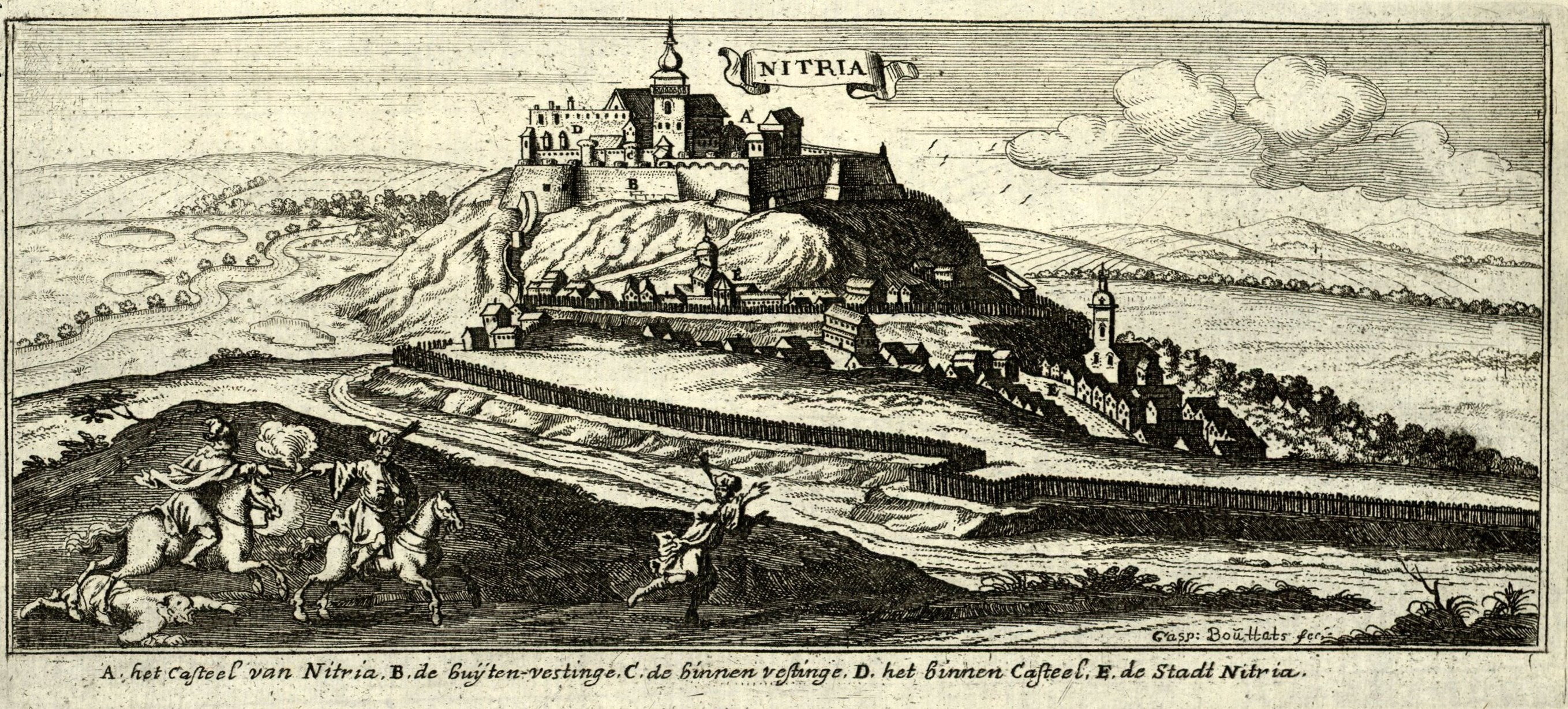
Nyitra 1690 körül

1605-ben Bocskai vezére, Rhédey Ferenc török segítséggel ostromolta. Forgách Ferenc nyitrai püspök csekély erőkkel védte, s szabad elvonulás feltételével június 11-én feladta a várat. A káptalannal együtt átmenetileg Győr erődjébe költözött. 1607 körül, Forgách Ferenc és Szuhay ellenreformációs ténykedésének köszönhető, hogy Nyitráról is elűzték a protestáns lelkészt. 1620-ban Bethlen Gábor csapatainak egy napi ostrom után átadták. 1622-1642 megerősítették a várat és az egyházi épületeket átépítették. 1632-ben II. Ferdinánd megerősítette II. Mátyás a városnak adományozott privilégiumait. 1663-ban rövid időre, ellenállás nélkül török kézre került. A nyitrai püspökség és a vár tiszttartója szenterzsébeti Terjék János volt, Zala vármegye volt adószedője, Szelepcsényi György nyitrai püspök szervitora és rokona (egy évvel később, 1664. november 4.-én I. Lipót magyar király kegyelmet adott Terjék Jánosnak, a Nyitra vár feladásával elkövetett hűtlensége miatt). Nyitra ostroma 1664. április 17-től május 3-ig tartott. A várat a törökök védték a Jean-Louis Raduit de Souches és Koháry István vezette osztrák csapatokkal szemben. A törökök két hét múlva kapituláltak. 1666-1670 között Kollonich Lipót volt a nyitrai püspök, aki megerősítette a várat. 1673-1674-ben is átépítették a védelmi rendszert. 1683-ban a kurucok elvonulása után a nyitrai és lévai vár őrsége Rabatta tábornok és a nádor előtt hajtottak fejet. Jacobus Tollius 1687-es útja során még mindig a háború nyomait említi Nyitrával kapcsolatban.
1630-ban a Marianus ferences rendiek telepedtek le itt és kolostort építettek. 1691-es alapítványuk után 1695-ben épült fel a kamalduliak kolostora a Zobor-hegyen. 1782-es eltörlésükig működtek Nyitrán. 1701-ben alapították a piarista szerzetesrend nyitrai házát.

## Rákóczi-szabadságharc után
Az 1702-es I. Leopold féle hírhedt várromboló rendelet Nyitra várát is lerombolásra ítélte. Nyitra, mint püspöki vár azonban épségben maradt, mivel Mattyasovszky László nyitrai püspök, magyar kancellár sikerrel nyújtotta be a Haditanácshoz a megtartására vonatkozó kérvényét. Épületei barokkizálva ma is állnak, a város külső erődítményei azonban elpusztultak.

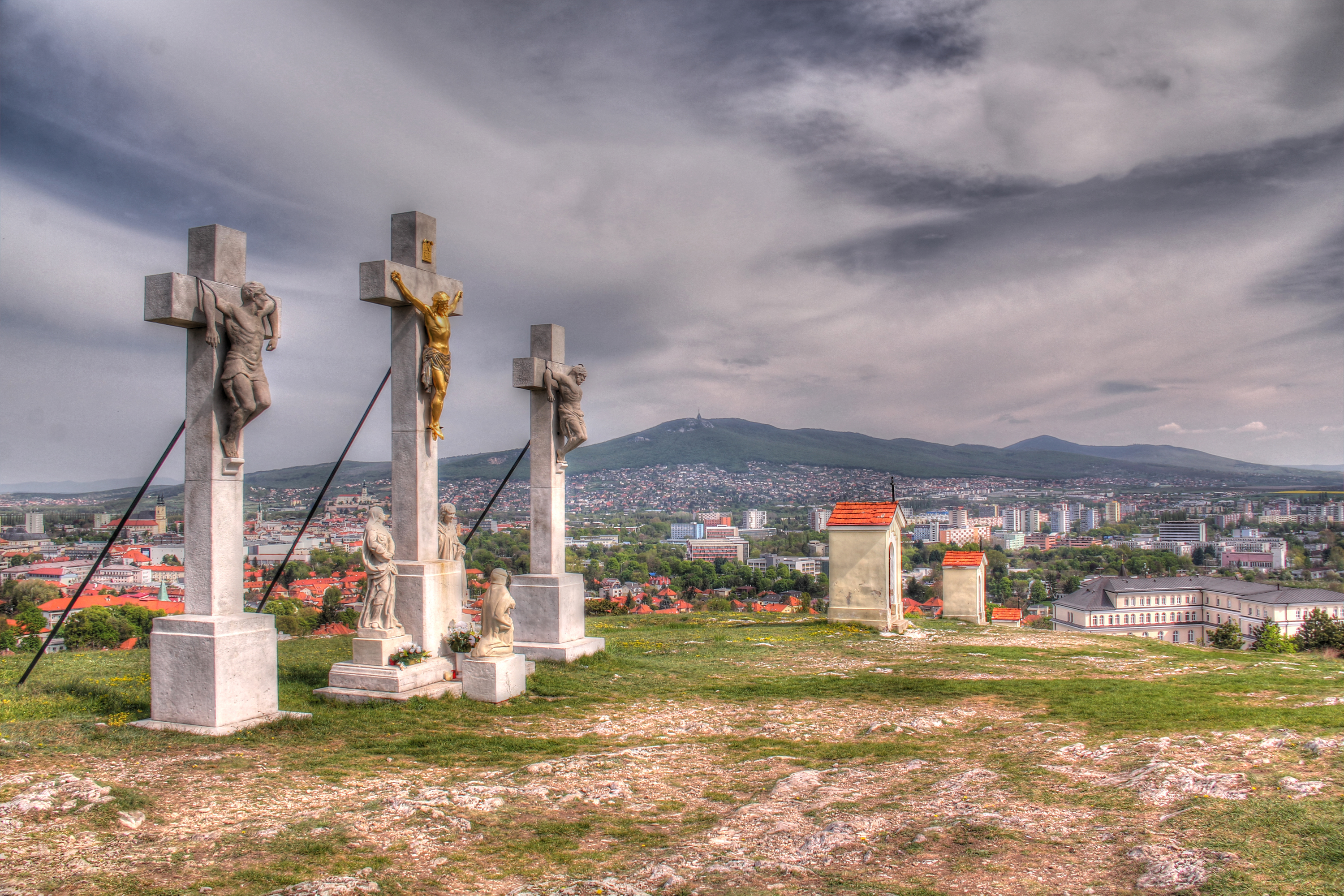
Kálvária Nyitrán

A Rákóczi-szabadságharc idején 1704-től 1708-ig volt a város kuruc kézen. 1708-ban itt is raboskodott Maximilian Adam von Starhemberg altábornagy. A Trencséni csata után a császáriak elfoglalták, majd a Csallóközbe húzódtak. 1715-ben megnyílt a papnevelő intézet.
1818-ban járt Magyarországon François Sulpice Beudant geológus, mineralógus, s amikor Nyitrán meg akart szállni (például az Arany szarvasban) előbb nem kapott szállást, mivel gyalog érkezett és emiatt parasztnak vélték. 1849 áprilisában egy huszár különítmény kiverte az osztrák csapatokat Verebélyről, melyek Nyitra felé hátráltak. Június 4-én nemesvisi Horváth János ezredes portyázó csapata Nyitra és Galgóc között állott, míg másnap az I. hadtest Nyitrán át Komjátra nyomult előre. Augusztusban már a Pavel Hrisztoforovics Grabbe vezette cári haderő is előrenyomult Léva felől Nyitra irányában.
1852. szeptember 9-én Ferenc József ellátogatott Nyitrára. A vármegye hivatalnokai már Kalásznál üdvözölték az uralkodót. Hasonló látogatást tett 1887 augusztus 4-én is. A város önkéntes tűzoltóságát Ronchetti Józsefnek köszönhetően alapították 1869-ben. 1883-ban nyílt meg a Nyitrai Nemzeti Színház (tervezte: Feszty Gyula; 1945-ben leégett, az új 1992-ben nyílt meg). Bogyó Alajos társulatának előadásaival nyitották meg. 1896. május 18-án Thuróczy Vilmos főispán elnöklete alatt a vármegye díszközgyűlést tartott. 1896. augusztus 30-án a Zobor hegyen nagy tömeg részvételével avatták fel a millenniumi gránitoszlop emlékművet. Mérete az eredeti tervhez képest kisebb lett. A Zobor-hegyre azért esett a választás mert állítólag Huba, Szoárd és Kadocsa vezérek itt vívták a honfoglalás utolsó diadalmas csatáinak egyikét, majd a morva vezért, Zobort a hegyen felakasztották. Az avatáson részt vett Perczel Dezső belügyminiszter, a misét tartó Bende Imre nyitrai püspök, Thuróczy Vilmos nyitrai főispán és nagykéri Craus István (1848-1933) nyitrai alispán. Az emlékművet Berczik Gyula tervezte, a gránitoszlop tetején négy felszállni készülő turullal, talapzatán a 896-1896-os felirattal. Nyitra vármegye emlékérmet veretett. A Huba vezér emlékére állított emlékművet 1921. február 9-én cseh légionáriusok robbantották le, ma már csak talapzata látható. Az emlékmű úgy tűnik ekkor még nem gyakorolt jelentős identitásbeli hatást sem a helyiekre, sem a turistákra, azonban az első világháború végéig több közteret és utcát neveztek el magyar személyiségekről (Bottyán János, Tóth Vilmos, Ferenc József, Erzsébet királyné, Kossuth Lajos, Deák Ferenc).
Több más település mellett, 1914. július 21-én Nyitra mellett is leszállt a Kvasz András vezette első motoros repülőgép. 1915. október 17-én állították fel a Városháza-téren a „Vasturult”, amely a hazafias áldozatkészség emlékére és szögvásárlási akció segítségével a háborúban elesett Nyitra megyei katonák özvegyei és árvái támogatására készült. Az elcsatolás után eltűnt.

## Csehszlovák államfordulat után
1918. november 1-jén a Csehszlovák Légió olasz tisztek vezetésével megkezdte a Felvidék megszállását. A korabeli nagyhatalmi viszonyoknak és a csehszlovák politika érdekérvényesítő szerepének köszönhetően a csehszlovák-magyar államhatárt nem etnikai, hanem stratégiai, gazdasági és közlekedési szempontok alapján húzták meg Csehszlovákia javára, de nem a maximális követeléseik értelmében. 1918. november 20-án a francia külügyminisztérium által kidolgozott tanulmány szerint a szlovák-magyar etnikai határ Nyitra alatt futott. 1918. december 6-án Budapesten megegyeztek az ún. Bartha-Hodža demarkációs vonalban, melyet azonban később nem vettek figyelembe.
Nyitra átadásáról 1918. december 9-én Felsőrécsényben állapodtak meg Bohumil Neumann ezredes csapataival. December 10-én, kedden Lipótvárról vonattal érkezett mintegy 800 fős cseh alakulat (1 zászlóalj és 1 üteg). Megalakult a 15 fős Szlovák Nemzeti Tanács, amely átvette a Magyar Nemzeti Tanács jogköreit. December 12-től esti kijárási tilalom és fegyverbeszolgáltatási kötelezettség lép érvénybe. December 13-tól Svetlik főhadnagy veszi át a parancsnokságot és lefegyverzik a környező településeket is. December 17-én 31 túszt vesznek, akik közül 12 polgárt elengednek a többieket másnap Trencsénbe szállítják. December 20-án újabb túszokat szednek, többek között Szmida Kálmán kanonok-plébánost, Ujfalussy Miklós törvényszéki bírót, Gyürky Ferenc városi főjegyzőt, Gyulai Mihály városi főmérnököt, Soóky Ödön árvaszéki ülnököt, Lelley Jenő ügyvédet, Ronchetti Oszkár háztulajdonost, Papp Ignác ügyvédet és másokat. December 21-én az érsekújvári honvédek Komjáton a püspök hintójában elfogták Svetlik főhadnagyot. Emiatt Nyitrán letartóztatták gróf Batthyány Vilmos püspököt, Thuróczy János királyi kamarás, központi főszolgabírót, Pongrácz Géza királyi közjegyzőt, Klobusiczky Károly vármegyei főügyészt, Csillaghy György nyugalmazott főispán helyett (névcsere folytán) királyi alügyész fiát és Clair Vilmost, a FEMKE főtitkárát. Jánoky-Madocsányi Gyula kormánybiztos-főispánt is keresték egeripusztai birtokán, de ő értesülvén szándékukról elmenekült. Fenyegetőzve üzentek telefonon Érsekújvárba, mire Svetliket szabadon engedték, aki pedig a 6 nyitrai foglyot bocsátotta szabadon.
1921. február 9-én csehszlovák legionáriusok zúzták szét a Zobor-hegyen álló, 18 méter magas ezredéves emlékművet, amely Kallós Ede alkotása volt és 1896. augusztus 30-án leplezték le. A katonák magukkal vitték a turulmadár 16 mázsányi vörösréz anyagát. Az első világháborús Honvéd szoborról levésték Szathmáry István költő verses föliratát. 1919. június 10-én a Vörös Hadsereg egy repülőgépe kétszer bombázta a vasútállomást, aminek egy fiatalkorú polgári áldozata volt.
A trianoni diktátumig Nyitra vármegye Nyitrai járásához tartozott.
1938 őszén mozgósítást rendeltek el Csehszlovákiában, illetve csapatösszevonásokra került sor Nyitrán a szlovák–magyar viszony kiéleződése miatt. 1938 végén gyakorlatilag megszűnt a gazdag egyesületi élet, mely a sokszínű egyházi vagy politikai alapon szervezte a lakosság kulturális életét. 15 zsidó egyesületet megszüntettek, majd a hatalom 1941 elején a vagyonukat elkobozta. További 41 egyesület szűnt meg, vagy megszüntették 1938-1939 folyamán (köztük a helyi SzeMKE), s csak 36 maradt a továbbiakban.
1942-ben Shmuel Dovid Ungar nyitrai rabbi veje Michael Dov Weissmandl és annak társai lefizették Dieter Wislicenyt, hogy leállítsák a szlovákiai zsidók deportálását. Hasonlóképpen elérték, hogy a nyitrai jesiva tovább működhessen, egészen a Szlovák Nemzeti Felkelés leveréséig és az ország német megszállásáig. A jesivát 1944. szeptember 5-én számolták fel, és szeptember 17-ig az összes maradék nyitrai zsidót deportálták. Ungar és néhány társa épp kirándultak, amikor a jesivát felszámolták, így a felkelőkhöz Besztercebánya felé vették az irányt és még hónapokat bujkáltak a természetben. Ungar végül nem élte túl a háborút, a jesivát veje 1946-ban az Egyesült Államokba helyezte át.

## A második világháború után
A Prágai tavasz elfojtásában a Varsói Szerződés országainak többsége részt vállalt. 1968. augusztusában Nyitrát is a Magyar Néphadsereg katonái szállták meg. Ez a magyarellenesség újabb felerősödéséhez vezetett Csehszlovákiában. A magyar kisebbség is nagymértékben kiállt a reformtörekvések mellett, illetve számos módon és helyen (lásd például Nyitrai rezolúció) próbálták a kisebbségek helyzetére is ráirányítani a figyelmet, ennek javítását szerették volna elérni, de kevés eredménnyel jártak.